# Alfonsina Strozzi

Lo stemma degli Strozzi

Alfonsina Strozzi, contessa Fieschi (... – 1586), è stata una nobildonna italiana.

## Biografia
Fu prima dama d'onore della regina Caterina de' Medici dal 1578 al 1589.
Figlia di Roberto Strozzi e di Maddalena de' Medici, cugina della regina, si sposò nel 1586 con Scipione Fieschi (1528-1598).